# (6494) 1992 NM
A (6494) 1992 NM a Naprendszer kisbolygóövében található aszteroida. Satoru Otomo fedezte fel 1992. július 8-án.